# 白丁
白丁在中國古代指“没有功名、没有官职或文盲的平民”，如《隋书李敏传》：“（隋文帝）谓公主曰：‘李敏何官？’对曰‘一白丁耳。’”刘禹锡《陋室铭》：“谈笑有鸿儒，往来无白丁”；也指“隶属军队指挥而没有军籍的民间壮丁”。他們身著樸素白色上衣因此稱之为白丁（另有因封建等级制度家门上不准安装门钉，故称白丁的说法）。
從朝鲜王朝開始「白丁」便是沒有自由之人。七般公賤指的是官婢、妓生、吏族、驛卒、獄卒、犯罪逃亡者，八般私賤則指巫女、皮革鞋製品的工匠、使令（宮庭樂師）、僧侶、賣藝之人、男寺黨、舉史（表演唱歌跳舞的賣藝之人）以及白丁。
1423年開始、朝鮮世宗為了緩和對屠夫的差別待遇將他們稱為“白丁”，地位較高的是良民。這樣子的階級差別意識之下，漸漸地“白丁”一詞便成中下階層的代名詞。一部分白丁來自圖們江以南的女真人与契丹人，另一部分是政治犯。他们生活在都市与村庄以外边鄙地区，以数十戶至数百戶聚居。
他们本来只可從事屠宰業者、肉販与柳器匠，后来规制放鬆，充当官家的劊子手，甚至從事农业。但最多还是与屠牛有关的工作（他们本身对农业兴趣不大）。因為他們沒戶籍，可免於官府的徵稅和徭役，反而成為朝鮮時代後期可有資本蓄積的階級。

## 解放運動
1909年日本殖民政府設置朝鮮總督府並導入戶籍制度，不被當成人對待、沒有姓氏的白丁等等各類賤民們准許擁有姓氏。

## 脚注
1. ↑  古代汉语词典 商务印书馆
2. ↑  朝鲜王朝实录世宗 22卷 世宗5年10月8日(乙卯)